# Eotetranychus limonae
Eotetranychus limonae är en spindeldjursart som beskrevs av Karuppuchamy och Mohanasundaram 1988. Eotetranychus limonae ingår i släktet Eotetranychus och familjen Tetranychidae. Inga underarter finns listade i Catalogue of Life.